# Arctops
Arctops – rodzaj drapieżnego terapsyda należącego do gorgonopsów. Występował w późnym permie na terenie dzisiejszej Republiki Południowej Afryki. Był średniej wielkości gorgonopsem – długość czaszki wynosiła do około 27 cm. Cechami charakterystycznymi tego rodzaju były silnie rozwinięte kły w kości szczękowej i masywna czaszka. Okno skroniowe jest równie wysokie, co długie. Gatunkiem typowym jest Arctops willistoni, opisany w 1914 roku przez Watsona na podstawie kiepsko zachowanej tylnej części czaszki, odkrytej prawdopodobnie na terenie strefy Cistecephalus, w osadach z końca permu (loping). Później, na podstawie znacznie lepiej zachowanego materiału, opisywano inne gatunki klasyfikowane w rodzaju Arctops, co prowadziło do taksonomicznych zawiłości.
Eva Gebauer w swojej pracy doktorskiej z 2007 roku sugerowała, że Arctops może być synonimem Scylacognathus, jako że młode osobniki były opisywane jako Scylacognathus, a dorosłe jako Arctops. Arctops ferox z kolei może zostać włączony do rodzaju Aelurognathus. W opublikowanej wersji doktoratu, Gebauer (2014) podaje jednak Arctops jako rodzaj odrębny od Scylacognathus. Zgadza się z tym również Kammerer (2017), który po przebadaniu holotypu oraz okazów przypisywanych stwierdził, że jest to ważny rodzaj, różniący się od innych gorgonopsów m.in. wysokim pyskiem, obecnością trzech zębów zakłowych, zredukowanym uzębieniem podniebiennym (jeden lub dwa zęby na kości podniebiennej) oraz budową podniebienia. Kammerer zsynonimizował gatunki A. watsoni i A. kitchingi z gatunkiem typowym – A. willistoni. Arctops ferox jest obecnie klasyfikowany w odrębnym rodzaju Smilesaurus. Analiza filogenetyczna sugeruje, że Arctops jest względnie bazalnym gorgonopsem, nienależącym do kladu Rubidgeinae. Jego najbliższym krewnym jest Smilesaurus – taksony te jednak różnią się między sobą bardziej niż wiele innych rodzajów gorgonopsów, stąd uznanie ich odrębności na poziomie rodzajowym.